# آرتور سیریک
آرتور سیریک (اوکراینی: Артур Володимирович Сірик؛ زادهٔ ۱۷ فوریهٔ ۱۹۸۹) بازیکن فوتبال اهل اوکراین است.
از باشگاه‌هایی که در آن بازی کرده‌است می‌توان به باشگاه فوتبال ماریوپول اشاره کرد.